# William W. Dixon
William Wirt Dixon, född 3 juni 1838 i Brooklyn, New York, död 13 november 1910 i Los Angeles, Kalifornien, var en amerikansk demokratisk politiker. Han var ledamot av USA:s representanthus 1891–1893. 
Dixon var ledamot av Montanaterritoriets lagstiftande församling 1871–1872. Han arbetade senare som advokat i Butte.
Dixon besegrade den sittande kongressledamoten Thomas H. Carter i kongressvalet 1890. Han efterträdde sedan 1891 Carter som kongressledamot och efterträddes 1893 av Charles S. Hartman. Vid den tidpunkten hade Montana enbart en plats i representanthuset.
Dixon avled 1910 och gravsattes på Old Calvary Cemetery i Los Angeles. Gravplatsen flyttades 1911 till Rock Creek Cemetery i Washington, D.C.